# Anthophora wuae
Anthophora wuae är en biart som beskrevs av Brooks 1988. Anthophora wuae ingår i släktet pälsbin, och familjen långtungebin. Inga underarter finns listade i Catalogue of Life.